# Ching-Lien Wu
Ching-Lien Wu est une cheffe de chœur d’origine taïwanaise.

## Biographie
Ching-Lien Wu est diplômée de l'École normale de Taïwan. Elle intègre ensuite le Conservatoire national supérieur de musique de Lyon, où elle reçoit le Premier prix de direction de chœur en 1987,.

## Carrière professionnelle
En 1989, Ching-Lien Wu est nommée cheffe de chant à l'Angers-Nantes Opéra, puis cheffe des chœurs assistante au Théâtre du Capitole de Toulouse dès 1990. En 1991, elle prend la direction de la tête de la phalange chorale de l'Opéra national du Rhin à Strasbourg. En 2001, elle rejoint le Grand théâtre de Genève,. 
En 2014, Ching-Lien Wu est nommée cheffe des Chœurs du Dutch National Opera à Amsterdam,,. En 2016, sa direction est saluée du titre de « meilleur chœur de l'année » par le magazine allemand Opernwelt.
Parallèlement à son activité de cheffe de chœur, elle est à l’origine de plusieurs productions lyriques dans son pays natal, à Taïwan, où elle participe également à la mise en scène, à l'occasion notamment de la présentation de la pièce Le Barbier de Séville à Taïpei. 
En février 2021, Ching-Lien Wu est nommée à la succession de José Luis Basso, et devient ainsi la première femme cheffe des Chœurs à l'Opéra de Paris. Sa prise de fonction a lieu le 26 avril 2021,,.